# Palisander

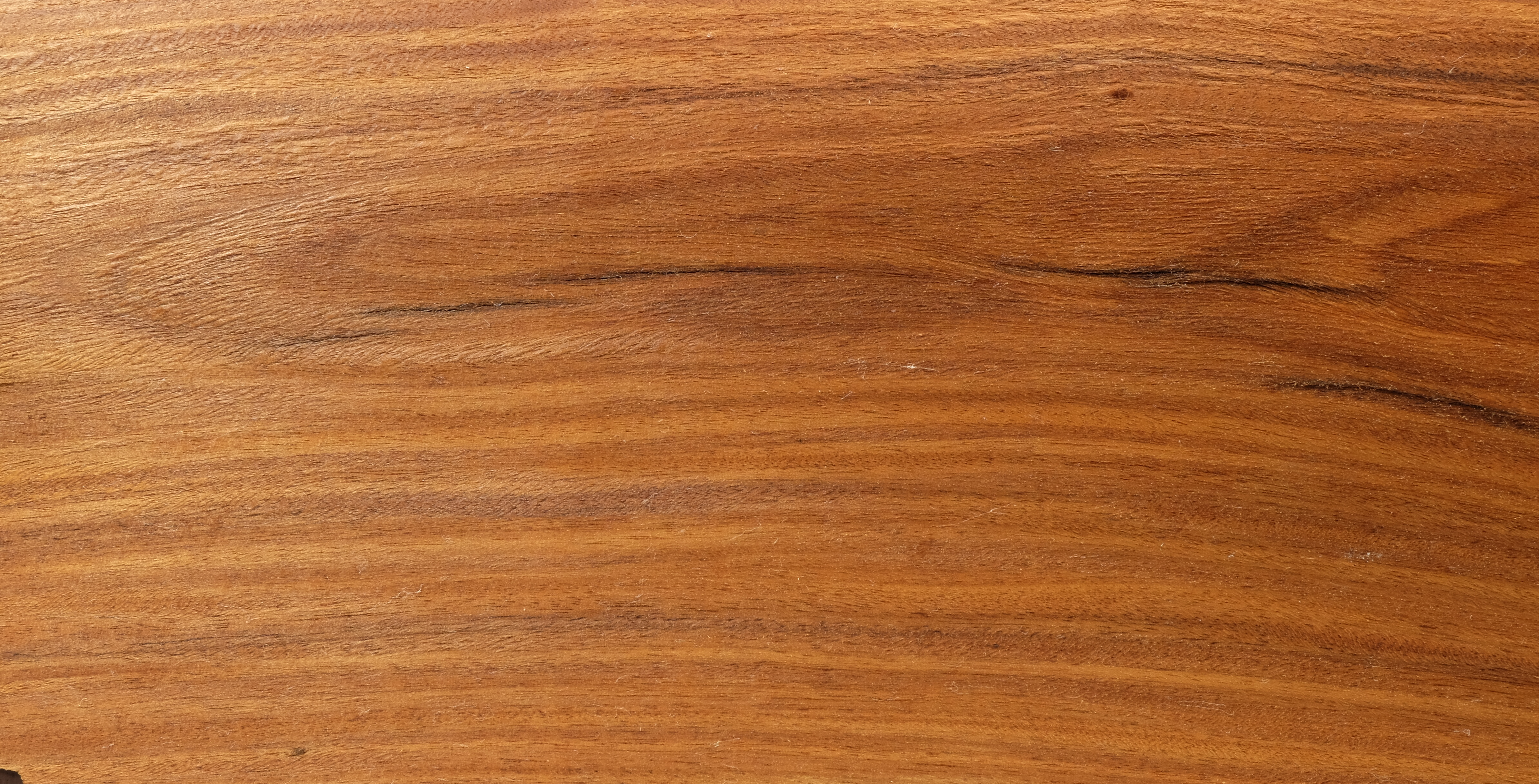
Drewno palisandru

Palisander – drewno drzew tropikalnych z rodzaju dalbergia (kostrączyna) Dalbergia.

## Niektóre odmiany
- Palisander brazylijski (drewno gatunku Dalbergia nigra) zwany także bahia wood. Pochodzi z Brazylii (głównie we wschodniej części), Argentyny. Drzewa do wysokości 20-25 metrów. Pień w pierśnicy do 90 centymetrów, gęstość 835 kg/m³[1];
- Palisander indyjski (bot. Dalbergia latifolia) występujący w Indiach, Nigerii i Kenii. Drzewa do wysokości 15-20 metrów, duża zmienność osobnicza. Niektóre drzewa mogą dochodzić do 40 metrów;
- Palisander madagaskarski (drewno gatunku Dalbergia maritma) zwany także bois de rose. Ponieważ gatunek jest zagrożony wyginięciem – handel tym drewnem jest zakazany.
- Palisander kambodżański (drewno gatunku Dalbergia bariensis)

Palisander ma drewno o ciemno zabarwionej twardzieli. Biel jest wąski, biało-żółty. Twardziel o różnym odcieniu od brązowego do ciemnofioletowego. Nieregularne czarne słoje mające charakter oleisty. Drewno ciężkie i bardzo twarde, trudne w obróbce, odporne na działanie czynników abiotycznych i biotycznych, m.in. termitów.
Palisandru używa się m.in. do wyrobu mebli i parkietów. Jest surowcem do wytwarzania części instrumentów muzycznych, np. podstrunnic w gitarze, mandolinie, skrzypcach, kołków do strun w instrumentach strunowych, a także płytek w ksylofonie, marimbie, balafonie.